# Charles Jarrott
Charles Jarrott, född 16 juni 1927 i London i England, död 4 mars 2011 i Woodland Hills i Los Angeles, var en brittisk film- och tv-regissör.

## Filmografi (i urval)
- 1969 – De tusen dagarnas drottning
- 1971 – Maria Stuart - drottning av Skottland
- 1973 – Bortom horisonten
- 1977 – På andra sidan midnatt
- 1980 – Sista resan med Noahs ark
- 1981 – Kondormannen
- 1981 – Hämnaren som gick över gränsen
- 1986 – Satsa allt
- 1989 – Tills vi möts igen (TV-miniserie)